# Schmalfuß-Beutelmäuse
Die Schmalfuß-Beutelmäuse (Sminthopsis), auch unter ihrem englischen Namen Dunnarts bekannt, sind eine Gattung mäuseähnlicher Beuteltiere aus der Familie der Raubbeutler (Dasyuridae). Die etwa 20 Arten dieser Gattung leben in Australien, eine Art kommt auch im Süden von Neuguinea vor.

## Beschreibung
Schmalfuß-Beutelmäuse haben äußere Ähnlichkeiten mit Mäusen, mit denen sie aber nicht verwandt sind. Ihr weiches, dichtes Fell ist an der Oberseite gräulich und an der Unterseite weiß gefärbt, manche Arten haben einen schwarzen Längsstreifen im Gesicht. Die Schnauze ist langgestreckt, die Ohren sind eher spitz. Der Schwanz, der bei den meisten Arten ungefähr so lang wie der Körper ist, ist gleichmäßig behaart. Manche Arten, insbesondere die in trockenen Habitaten lebenden, verwenden ihn als Fettspeicher in Zeiten des Nahrungsüberflusses, durch diese Einlagerungen kann er eine karottenförmige Gestalt annehmen. Die Füße sind schlank, oft fehlen die Fußballen, die typisch für die Breitfuß-Beutelmäuse sind. Die Kopfrumpflänge der Schmalfuß-Beutelratten beträgt rund 7 bis 12 Zentimeter und das Gewicht 10 bis 30 Gramm. 
Das Y-Chromosom der Schmalfuß-Beutelmäuse ist mit ca. 10 Mb sehr klein. Es enthält keine Pseudoautosomale Region, hat aber ein SRY-Gen.

## Lebensweise
Diese Tiere bewohnen eine Vielzahl von Lebensräumen, darunter Wälder, Savannen und Wüsten. Sie leben vorwiegend auf dem Boden, können aber im Bedarfsfall klettern. Tagsüber schlafen sie in Felsspalten, Erdhöhlen, selbst gegrabenen Bauen oder Blätternestern, um in der Nacht auf Nahrungssuche zu gehen. Sie bewohnen feste Territorien, zeigen aber kein ausgeprägtes Territorialverhalten, die Reviere scheinen sich oft großflächig zu überlagern. Manchmal schließen sich mehrere Tiere zu kurzlebigen Gruppen ohne feste Sozialstrukturen zusammen.

## Nahrung
Schmalfuß-Beutelmäuse sind Fleischfresser, die sich vorwiegend von Insekten ernähren, daneben nehmen sie auch kleine Wirbeltiere wie Echsen und Mäuse zu sich.

## Fortpflanzung
Im Gegensatz zu vielen anderen Beutelmäusen haben die Weibchen dieser Tiere einen gut entwickelten Beutel, der meistens acht bis zehn Zitzen beinhaltet. Nach rund 11- bis 16-tägiger Tragzeit kommen durchschnittlich sieben bis acht Jungtiere zur Welt. Diese verbringen die ersten 40 Lebenstage im Beutel der Mutter, nach weiteren 20 Tagen im Nest sind sie selbstständig. Nach vier bis fünf Monaten erreichen sie die Geschlechtsreife. Die Lebenserwartung dürfte bei den wenigsten Tieren achtzehn Monate übersteigen.

## Bedrohung
Hauptbedrohung für die Schmalfuß-Beutelmäuse stellen die Zerstörung ihres Lebensraumes und die Verfolgung durch eingeschleppte Raubtiere dar. Eine Art wird von der IUCN als stark bedroht und drei weitere als bedroht gelistet.

## Systematik
Die Gattung Sminthopsis wurde im Jahr 1887 durch den britischen Zoologen Oldfield Thomas eingeführt. Sie wahrscheinlich nicht monophyletisch, sondern besteht aus zwei genetisch deutlich unterscheidbare Kladen, die Macroura-Gruppe, die aus sieben Arten besteht, und die Murina-Gruppe, die aus 12 Arten besteht. Die bis 2023 ebenfalls in die Gattung Sminthopsis gestellte Langschwänzige Schmalfußbeutelmaus (Antechinomys longicaudatus) wurde als Schwesterart der Springbeutelmaus (Antechinomys laniger) 2023 in die Gattung Antechinomys verschoben.
- Macroura-GruppeSminthopsis macroura

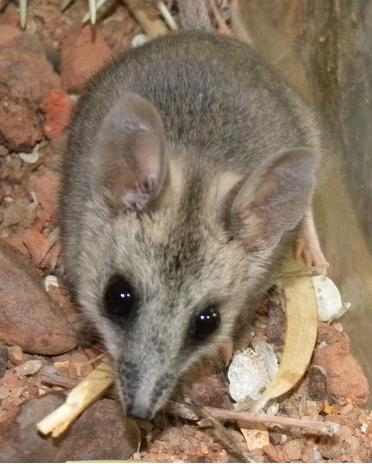
Sminthopsis macroura

  - Die Kakadu-Schmalfuß-Beutelmaus (Sminthopsis bindi) ist ausschließlich im nördlichen Northern Territory beheimatet.
  - Die Dickschwänzige Schmalfußbeutelmaus (Sminthopsis crassicaudata) zählt zu den besterforschten Arten und bewohnt weite Teile des südlichen Australiens. Sie ist die Typusart der Gattung Sminthopsis.
  - Die Douglas-Schmalfuß-Beutelmaus (Sminthopsis douglasi) aus der Kap-York-Halbinsel war lange Zeit nur durch vier Exemplare bekannt, bevor eine kleine Gruppe entdeckt wurde. Die Art gilt als bedroht.
  - Die Froggatt-Schmalfuß-Beutelmaus (Sminthopsis froggatti) kommt im trockenen Nordosten des australischen Bundesstaates Western Australia vor.[6]
  - Die Streifengesicht-Schmalfuß-Beutelmaus (Sminthopsis macroura) lebt in weiten Teilen des Landesinneren von Australien und ist durch einen schwarzen Gesichtsstreifen gekennzeichnet.
  - Die Stalker-Schmalfuß-Beutelmaus (Sminthopsis stalkeri) kommt im trockenen Zentrum Australiens vor.[6]
  - Die Rotwangige Schmalfuß-Beutelmaus (Sminthopsis virginiae) lebt im südlichen Neuguinea und im gesamten Norden Australiens.
- Murina-GruppeSminthopsis murina

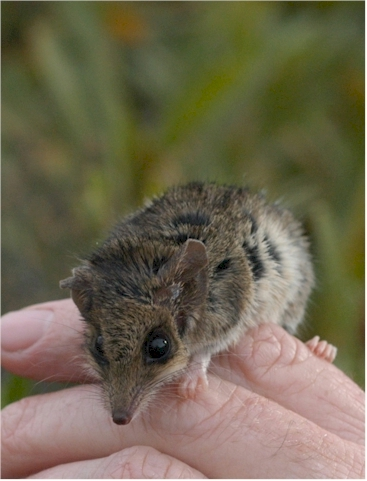
Sminthopsis murina

  - Archers Schmalfuß-Beutelmaus (Sminthopsis archeri) lebt im südlichen Neuguinea und auf der Kap-York-Halbinsel.
  - Butlers Schmalfuß-Beutelmaus (Sminthopsis butleri) bewohnt ein kleines Gebiet im nordöstlichen Western Australia und gilt als gefährdet.
  - Die Kleine Langschwänzige Schmalfuß-Beutelmaus (Sminthopsis dolichura) lebt ebenfalls im südlichen Australien.
  - Die Graubäuchige Schmalfuß-Beutelmaus (Sminthopsis fuliginosa) ist im südlichen Western Australia beheimatet. Die Unterart Känguru-Insel-Schmalfußbeutelmaus (Sminthopsis fuliginosa aitkeni) ist auf der Känguru-Insel endemisch. Aufgrund der Zerstörung ihres Lebensraumes gilt die Unterart als bedroht.
  - Gilberts Schmalfuß-Beutelmaus (Sminthopsis gilberti) lebt auch im südwestlichen Western Australia.
  - Die Weißschwänzige Schmalfuß-Beutelmaus (Sminthopsis granulipes) ist ebenfalls im südwestlichen Western Australia verbreitet.
  - Die Große Haarfüßige Schmalfuß-Beutelmaus (Sminthopsis hirtipes) ist nur aus dem inneren Australien belegt und dürfte sehr selten sein.
  - Die Weißfüßige Schmalfuß-Beutelmaus (Sminthopsis leucopus) ist in der östlichen Küstenregion Australiens verbreitet. Die Art dürfte ein zerstückeltes Verbreitungsgebiet haben und gefährdet sein.
  - Die Kleine Schmalfußbeutelmaus (Sminthopsis murina) zählt zu den bekanntesten Arten und ist in der Osthälfte Australiens verbreitet.
  - Die Ooldea-Schmalfuß-Beutelmaus (Sminthopsis ooldea) lebt im südlichen Landesinneren von Australien.
  - Die Dünen-Schmalfuß-Beutelmaus (Sminthopsis psammophila) dürfte nur in einem kleinen Gebiet in South Australia leben und zählt zu den bedrohten Arten.
  - Die Wüsten-Schmalfuß-Beutelmaus (Sminthopsis youngsoni) ist im nördlichen Australien verbreitet.

Das folgende Kladogramm nach Westerman et al. (2023) zeigt die Verwandtschaft zwischen den zwei Kladen der Gattung Sminthopsis und den Gattungen Antechinomys und Ningaui. Zusammen bilden sie die Tribus Sminthopsini.
|  | \| \| Antechinomys \| \| \| \| \| \| Ningauis (Ningaui) \| \| \| \| |
|  |                                                                     |
|  | Sminthopsis-Murina-Gruppe                                           |
|  |                                                                     |
|  | Antechinomys                                                        |
|  |                                                                     |
|  | Ningauis (Ningaui)                                                  |
|  |                                                                     |

|  | Antechinomys       |
|  |                    |
|  | Ningauis (Ningaui) |
|  |                    |

|  | \| \| Antechinomys \| \| \| \| \| \| Ningauis (Ningaui) \| \| \| \| |
|  |                                                                     |
|  | Sminthopsis-Murina-Gruppe                                           |
|  |                                                                     |
|  | Antechinomys                                                        |
|  |                                                                     |
|  | Ningauis (Ningaui)                                                  |
|  |                                                                     |

|  | Antechinomys       |
|  |                    |
|  | Ningauis (Ningaui) |
|  |                    |